# Blue Hawaiian
El Blue Hawaiian (pronunciación en inglés: /blu həˈwaɪən/, 'azul hawaiano'; a veces también llamado en inglés Swimming Pool, 'piscina') es un cóctel tiki a base de algún ron blanco (por ejemplo, Malibú), curaçao azul, jugos de piña y de limón y crema de coco. Se suele adornar con una cuña de piña, cereza marasquina y un paraguas, y se sirve en una copa huracán o vaso alto lleno de hielo picado. El Blue Hawaiian es una variante no tan conocida de otro cóctel tiki, el Blue Hawaii, y a diferencia de este, tiene el sabor del coco pero no incluye vodka. Son tan parecidos que a menudo la gente tiende a confundirlos, incluso los propios bármanes. También se puede preparar un frozen Blue Hawaii vertiendo todos los ingredientes en una licuadora con un poco de hielo picado y triturándolos hasta obtener una consistencia cremosa.
El uso de ron blanco, que es transparente, permite que el cóctel se vea del atractivo azul que aporta el Curaçao. Agregar más jugo de piña da como resultado un color azul verdoso. Se puede agregar champán o un prosecco para hacer un cóctel espumoso.
Este cóctel pertenece a la familia de cócteles tiki, que se caracteriza por sabores tropicales, dulces y afrutados, y cuyo mayor exponente fue el coctelero estadounidense Don the Beachcomber. Según la Difford's Guide, este cóctel «fue probablemente creado por Don the Beachcomber, en Los Ángeles, EE.UU., siendo una improvisación del Blue Hawaii». El original Blue Hawaii fue creado por Harry Yee.